# David Mitrani Arenal
David Mitrani Arenal (L'Avana, 12 maggio 1966) è uno scrittore cubano, uno dei più importanti della letteratura post-rivoluzionaria che appartiene alla cosiddetta generazione dei novísimos.
Ha ricevuto diversi premi e onorificenze, tra cui il Premio Anna Seghers nel 1998 per l'insieme della sua opera, e l'importante premio Alejo Carpentier nel 2003.

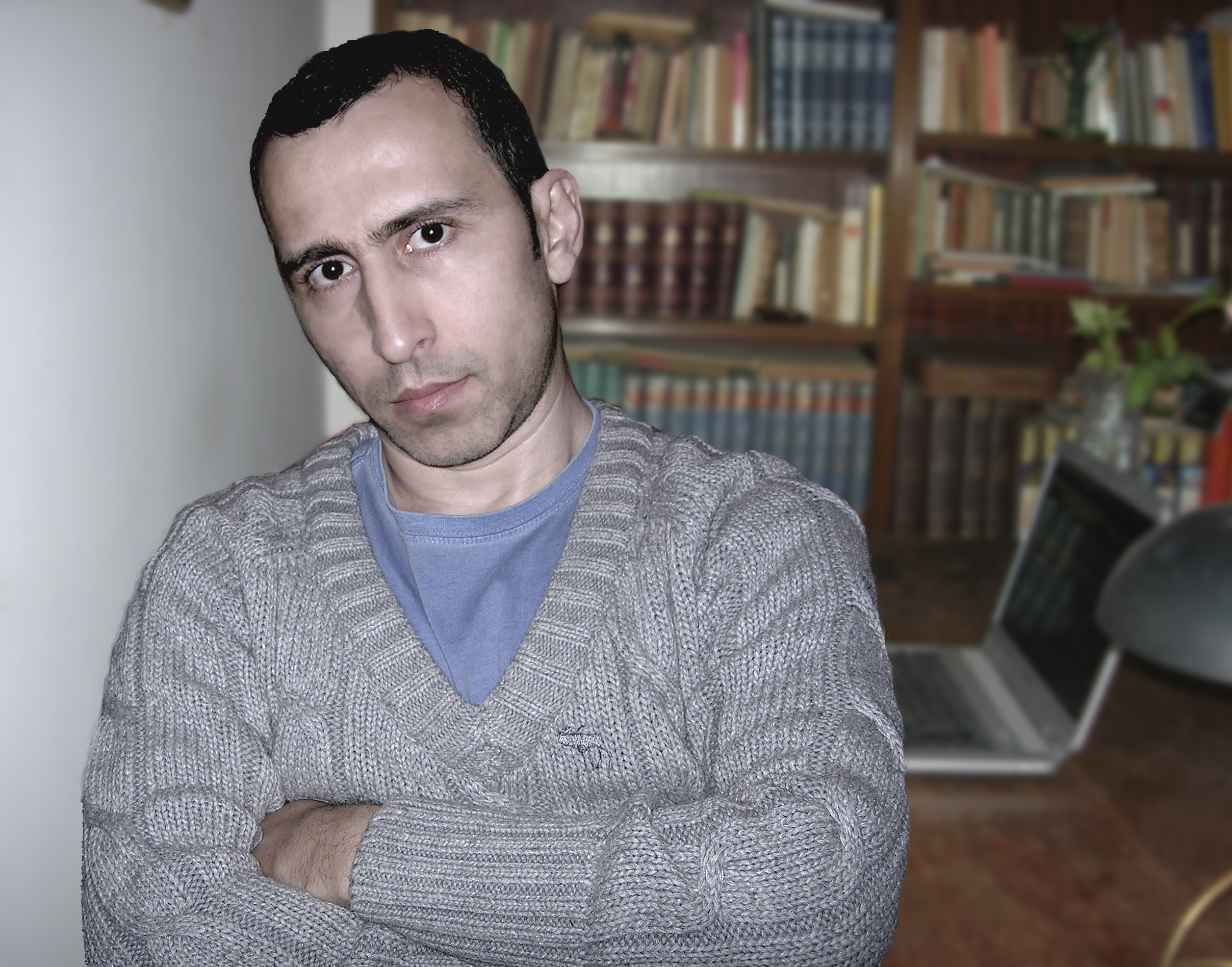
David Mitrani Arenal

## Introduzione
Di origini ebraico-turche da parte di padre, David Mitrani Arenal ha cominciato ad essere conosciuto negli anni novanta con il libro Modelar el barro (1994), che aveva vinto il concorso nazionale letterario Pinos Nuevos, e poi con la raccolta di racconti Santos Lugares (1997) e il romanzo Ganeden (1999). Più tardi saranno pubblicati Los malditos se reúnen (2003) e Deja dormir a la bestia (2011). Di poesia è stato pubblicato il libro Hereje inadvertido (2003) e, scritto a due mani con lo scrittore Alexis Díaz Pimienta, il libro di decime Robinson Crusoe vuelve a salvarse (1994) vincitore del concorso letterario Cucalambé nel 1993. Come ricercatore ha lavorato nel campo della poesia orale improvvisata assieme alla filologa italiana Giuliana Della Valle, con la quale ha pubblicato i libri Cuba improvvisa e Caffe diVerso.
L'opera di David Mitrani Arenal ci offre una cronaca della decadente società cubana post- caduta del muro di Berlino e della crisi esistenziale del hombre nuevo. I suoi protagonisti, intellettuali e non, si muovono generalmente nei suburbi urbani e morali de L'Avana, e delle loro avventure ci parla un narratore che non si commuove né scandalizza davanti alle scene più grottesche. Il suo stile, di umore amaro e non poche volte cinico, mostra influenze del realismo sporco e, anche se ci sembra paradossale, del realismo magico; il suo linguaggio può abbondare di allegorie e frasi ermetiche, però può anche essere secco, scarso di adorni ed esplicito. A livello strutturale l'opera di Mitrani combina, incluso nei testi più brevi, le più diverse tecniche narrative: frequenti salti temporali e spaziali, cambiamenti del punto di vista nella stessa storia, storie parallele, ecc.

## Opere

### Narrativa
- Modelar el barro. La Habana: Letras Cubanas, 1994.
- Santos lugares. La Habana: Unión, 1997.
- Ganeden. Ciudad México: Lectorum, 1999.
- Los malditos se reúnen. La Habana: Letras Cubanas, 2003; 2ª ed. ivi 2005; 3ª ed. Barcelona: Hiru, 2006; trad. inglese: Coven of the cursed. La Habana: José Martí, 2006.
- Deja dormir a la bestia. La Habana: Letras Cubanas, 2011.

### Poesia
- Robinson Crusoe vuelve a salvarse. Las Tunas: San Lope, 1994 (con Alexis Díaz Pimienta).
- Hereje inadvertido. La Habana: Unicornio, 2003.

### Saggi
- Cuba Improvvisa. Antologia del “repentismo” cubano, a cura di G. Della Valle e D. Mitrani, Iesa, Gorée, 2006, con prologo di A. Melis (con DVD).
- Caffè diVERSO o La poesia orale dominicana, a cura di G. Della Valle e D. Mitrani, Iesa, Gorée, 2010.

### Filmografia
- Regista e sceneggiatore del documentario Cuba Improvvisa, pubblicazione annessa all'antologia Cuba Improvvisa, cit.
- Regista e sceneggiatore del documentario Caffè diVERSO (la poesia orale nella Repubblica Dominicana), cit.
- Regia, sceneggiatura e montaggio del documentario Al compás del socabón, pubblicazione annessa al libro La Decima nel Perù. Omaggio a Nicomedes Santa Cruz, Roma: Editoriale Artemide, 2011.

## Altre pubblicazioni

### Racconti in antologie e riviste
- «La strada» in A labbra nude, Milano: Feltrinelli, 1995, (tit. orig. «La calle»).
- «Tu mujer» in La Gaceta de Cuba, 1995.
- «Un joven de pelo largo» in Premios Cuentos de Amor, Las Tunas: San Lope, 1996.
- «Adultere Esordienti» in Vedi Cuba poi muori, Milano: Feltrinelli, 1997, (tit. orig. «Siete mujeres para Odel»).
- «1980» in Cuentos habaneros, Méssico, D.F: Selector, 1997.
- «Un joven de pelo largo» in Cuentos habaneros, Messico, D.F: Selector, 1997.
- «No hay regreso para Johnny» in La Gaceta de Cuba, 1997.
- «Un joven de pelo largo» in Otra vez amor, L'Avana: Letras Cubanas, 1997.
- «1980» in ConfinI. No 7, Università di Milano, Dicembre 1999.
- «Der Lauf der Dinge» in Argonautenschiff, Jahrbuch 8, Berlino, 1999, (tit. orig. «Cruce de caminos»).
- «No hay regreso para Johnny» in Cubanísimo!, Berlino: Surhkamp, 2000.
- «Pas de billet de retour pour Johnny» in Des nouvelles, París: Metellié, 2000, (tit. orig. «No hay regreso para Johnny»).
- «No hay regreso para Johnny» in Nueva narrativa cubana, Madrid: Siruela, 2000.
- «El esclavo del pianista» in Casa de Las Américas No 224, L'Avana, 2001, pp. 55–62.
- «Modelar el barro» in Irreverente eros, L'Avana: José Martí, 2001.
- «Keiner kennt den Fliegenfänger» ADAC, Berlino, 2002, (tit. orig. «Ya llegará el día del cazador»).
- «Tiro de cámara» in Cicatrices en la memoria, L'Avana: Capitán San Luis, 2003.
- «Tiro de cámara» in Cicatrices en la memoria, Messico, D.F: Océano, 2003.
- «Un joven de pelo largo» in Colinas como elefantes blancos, L'Avana: Extramuros, 2003.
- «Ya llegará el día del cazador» in La Jiribilla, L'Avana, N° 113, año III, 4 julio, 2003.
- «El esclavo del pianista» in La Letra del Escriba, L'Avana, 2004.
- «No turning back for Johnny», in The cuban reader, California, USA: Duke University Press, 2004, (tit. orig. «No hay regreso para Johnny»)
- «El esclavo del pianista» in Conversaciones con el búfalo blanco (La línea que cruza el agua). Antología de cuentos y entrevistas a autores cubanos, L'Avana: Letras Cubanas-Monte Ávila, 2005.
- «Erezioni nel bus» in Con l'Avana nel cuore, Roma: Marco Tropea, 2005, (tit. orig. «Erecciones en el bus»).
- «Uno sparo dalla telecamera» in Nero e Avana. Antologia di racconti cubani contemporanei, Roma: Bookever-Editori Riuniti, 2007, (tit. orig. «Tiro de cámara»).
- «Vuoi che ti chiamino Gina?» in Nero e Avana. Antologia di racconti cubani contemporanei. Roma: Bookever-Editori Riuniti, 2007, (tit. orig. «¿Quieres que te llamen Gina?»).
- «Morir es un placer» in Caminos de humo. Antología de cuentos cubanos con aroma de tabaco. Santiago de Cuba: Editorial Oriente, 2010.

### Poesie in antologie e riviste
- «Algoritmo I» in Agua del ciervo que canta, La Habana: Letras Cubanas, 1992.
- «Conversación con mi hijo» in La Gaveta, Pinar del Río, 2002.
- «Épico» in La Gaveta, Pinar del Río, 2002.
- «Acuse del soldado desconocido» in La Gaveta, Pinar del Río, 2002.
- «Algoritmo II (fragmento)» in Que caí bajo la noche, Ciego de Ávila: Ediciones Ávila, 2004.

### Articoli e saggi
- «La nueva décima cubana: novodecimismo» in La décima popular en Iberoamérica, Veracruz, Messico: 1994.
- «Telegrama in diez versos» in Habáname No 1, 1997.
- «Zamora Jo y el paraíso» in La Letra del Escriba No 34, novembre, 2004, p. 14.
- «L'elemento comico nella poesia orale cubana», negli atti del congresso Intrecci di culture, marginalità ed egemonia in America Latina e Mediterraneo, organizzato dalle Università degli Studi di Bologna, Cagliari e Siena (23-24 settembre 2005), Roma, Meltemi, 2008, pp. 243–260.
- Cuba Improvvisa. Antologia del “repentismo” cubano, a cura di G. Della Valle e D. Mitrani, selezione e traduzione di decime improvvisate, Iesa, Gorée, 2006, con un prologo di A. Melis (con DVD).
- Caffè diVERSO o La poesia orale dominicana, a cura di G. Della Valle e D. Mitrani, Iesa, Gorée, 2010.
- «Acercamiento a la técnica poética de los repentistas cubano», in Verba Manent. Oralità e scrittura in America Latina e nel Meditarreno, Roma: Editoriale Artemide, 2011.

## Premi e onorificenze
- Onorificenza del Ministero della Cultura di Cuba Distinción por la Cultura Nacional, 2004.
- Secondo premio al Concorso Nazionale di Decime “Cucalambé” per il libro Vértigo sagrado, 2003.
- Premio Nazionale “Alejo Carpentier” per il libro Los malditos se reúnen, 2003.
- Secondo Premio al concorso Nazionale Crítica Literaria sobre la Décima organizzato dalla “Casa della decima” di Las Tunas per il saggio Breve análisis estructural de la improvisación, 2002.
- Premio Anna Seghers istituito dalla Fondazione omonima e dall'Accademia d'Arte di Berlino, per l'insieme dell'opera, 1998.
- Onorificenza dell'Unione di Artisti e Scrittori di Cuba (UNEAC) Joven más destacado de la narrativa cubana, 1998.
- Secondo Premio al Concorso Nazionale di racconto La Gaceta de Cuba per No hay regreso para Johnny, 1997.
- Secondo Premio al Concorso Nazionale di racconto della rivista Revolución y Cultura per Un joven de pelo largo, 1996.
- Secondo Premio al Concorso Nazionale di Decima “Cucalambé” per il libro Noticias de Troya, 1996.
- Premio Nazionale di racconto “Cuentos de Amor de Las Tunas” per Un joven de pelo largo, 1996.
- Secondo Premio al Concorso Nazionale UNEAC di racconto “Luis Felipe Rodríguez” per il libro Santos Lugares, 1995.
- Premio al Concorso Internazionale di poesia “La Rambla”, Almería, Spagna, per il libro El Arca: cinco días del diluvio, 1995.
- Premio al Concorso Nazionale di racconto “Pinos Nuevos” per il libro Modelar el barro, 1993.
- Terzo Premio al Concorso Nazionale di racconto “Ernest Hemingway”, 1993.
- Premio al Concorso Nazionale di Decima “Cucalambé” per il libro Robinson Crusoe vuelve a salvarse, 1993.
- Secondo Premio al Concorso Nazionale di racconto “Luis Rogelio Nogueras”, 1991.
- Premio di poesia “I Encuentro de Jóvenes Creadores de Ciudad de L'Avana” per Acuse del soldado desconocido, 1991.
- Premio al Concorso Nazionale di racconto “26 de Julio” per il libro Algo más sobre los inmortales, 1990.